# Binter Canarias
Binter Canarias is een luchtvaartmaatschappij met als thuishaven Gran Canaria op de Spaanse Canarische Eilanden. Zij levert vluchten om de verschillende eilanden met elkaar aan te sluiten, en om deze eilanden te verbinden met bestemmingen in de omgeving, zoals Agadir, Funchal en de Kaapverdische Eilanden. 

## Geschiedenis
De luchtvaartmaatschappij werd op 18 februari 1988 opgezet en begon op 26 maart 1989 met het leveren van diensten. Zij werd opgezet als een hulpbedrijf voor Iberia. SEPI (het Spaanse staatshoudsterbedrijf van Iberia) zorgde aan het einde van 1999 voor het privatiseren van Binter Canarias, maar behoudt een gouden aandeel. De luchtvaartmaatschappij is nu geheel in bezit van Hesperia Inversiones Aereas.

## Luchtvloot
De luchtvloot van Binter Canarias bestaat uit de volgende vliegtuigen (mei 2017):
- 27 ATR 72-500
- 14 Embrear E 195
- 1 Bombardier CRJ-900
- 2 Bombardier CRJ-1000